# Clinton (Missouri)
Clinton település az Amerikai Egyesült Államok Missouri államában, Henry megyében, melynek megyeszékhelye is. Lakosainak száma 9174 fő (2020. április 1.).

## Népesség
A település népességének változása:

| 2010 | 9 008 |
| 2020 | 9 174 |